# Magyar Nemzeti Igazgatóság
Magyar Nemzeti Igazgatóság az 1848–49-es forradalom és szabadságharc utáni magyar politikai emigráció vezető szerve, emigrációs kormány volt 1859–1860-ban. Tagjai Kossuth Lajos, Teleki László és Klapka György voltak.

## Megalakítása
Az osztrák–olasz–francia háború előkészítése idején, A szervezetet 1859. május 6-án Párizsban  alapította meg Kossuth Lajos, a főként Svájcban élő Teleki László, valamint Klapka György. Kossuth felelt a diplomáciáért; a katonai ügyeket és a román fejedelemségekben tervezett akció előkészítését Klapka vállalta, míg Telekinek jutott a hazai titkos szervezettel való kapcsolattartás.
…Amerikában nehány százra menvén a magyar emigráczió száma, a mint kivánatos egyelőre a katonai egyéniségeknek a piemonti alakitásnál mielőbbi felhasználása, ugy másrészről tizévi fáradsággal szerzett szubszisztencziális állásuknak felbontása azon gondoskodást parancsolja, hogy azon váratlan esetre, ha reményeinkben csalatkoznánk, vagy a piemonti kormányáltal katonai rangjokhoz képest elláttassanak, vagy legalább utiköltségük megtérittessék. Mirenézve a franczia kormánynyal nyomban egyezkedés szükséges, s az amerikaiakhozi felhivás ahhoz képest fog az elnök által eszközlésbe vétetni.
Kelt Párisban, 1859. május 6-án.
Kossuth. Teleki L. Klapka.

## Tevékenysége
A Magyar Nemzeti Igazgatóság megindította a Magyar Légió szervezését, tárgyalt Cuza román fejedelemmel, és fegyverszállításokat hajtott végre román területekre egy későbbi magyar felkelés feltételeinek megteremtése érdekében.